# (309706) Avila
(309706) Avila est un astéroïde de la ceinture principale.

## Description
(309706) Avila est un astéroïde de la ceinture principale. Il fut découvert le 3 avril 2008 à La Cañada par Juan Lacruz. Il présente une orbite caractérisée par un demi-grand axe de 3,17 UA, une excentricité de 0,16 et une inclinaison de 20,2° par rapport à l'écliptique.

## Compléments